# Собор Святого Феодосия (Кливленд)
Собо́р святи́теля Феодо́сия Черни́говского — православный храм в городе Кливленд. Старейший православный храм в штате Огайо, США.
Храм относится к епархии Среднего Запада и Чикаго Православной Церкви в Америке. 
Настоятель — иерей Ян Чижмар(англ. Ján Čižmár).
Здание собора внесено в Национальный реестр исторических мест США.

## История
Православному приходу в Кливленде предшествовало основанное в конце 1895 года Общество святителя Николая, основанное по совету священника Иоанна Кочурова. Членами Общества были 23 русина, бывшие прихожане местного униатского прихода, перешедшие в православие. Общество было официально зарегистрировано 28 сентября 1896 года.
В 1896 году на углу Literary Road и West 6th было построено небольшое приходское здание, где 19 октября епископ Николай (Зиоров) освятил церковь во имя святителя Феодосия Черниговского.
В первые же годы была основана церковно-приходская школа.
В 1902 году приходом у общины сестёр-августинок был приобретён за 30 000$ территория (30 акров) женского монастыря Святого Иосифа, располагавшегося на West 7th и Starkweather Avenue. На его территории были проложены улицы St. Olga и St. Tikhon, а 80 участков проданы прихожанам. В каменном здании (адрес Starkweather, 64) были размещены церковь (на втором этаже), школа и квартира священника. На третьем этаже находилась мужская школа под названием «Бурса», в которой обучались мальчики со всей страны.
В 1905 году приход составляло 15 семей. В 1909 году для устройства кладбища приход приобрёл землю в районе Бруклин. В 1910 году помещение домовой церкви постоянно было переполнено.
23 сентября 1911 года состоялась закладка нового каменного храма. План собора был разработан Фредериком Бэирдом (англ. Frederick C Baird). На строительство нового храма было собрано пожертвований на сумму 70 000$, среди жертвователей был и Николай II.
Полностью собор был освящён епископом Александром (Немоловским) 20 июля 1913 года.
К середине 1930-х годов соборный хор был знаменит на весь Кливленд, он давал концерты в Кливлендском музее искусств, слушать службы в его исполнении приходило много инославных жителей города.
В 1936 году в храме был проведён Пятый всеамериканский церковный собор, а в 1946 году — исторический Седьмой всеамериканский церковный собор.
В 1953 году была открыта воскресная церковно-приходская школа. В этот период в приходе насчитывалось 1200 семей.
В 1950 году началась обширная реконструкция здания собора, которая завершилась освящением 3 октября 1954 года.
С конца 1950-х годов, духовенство начало служить литургии, наряду с церковно-славянским, и на английском языке.
К 1974 году количество прихожан снизилось до 600 семей, но церковь продолжала быть важным религиозным и культурным центром города. Храм регулярно давал хоровые концерты, а также организовал в 1980 году выставку русского искусства.
В начале 2000-х годов собор был отреставрирован и заново освящён Митрополитом всей Америки и Канады Феодосием в сентябре 2001 года.

## Архитектура, убранство
Собор находится в местечке Тремонт города Кливленд.
Здание храма построено в псевдо-византийском стиле и увенчано куполом большого размера и 12-ю меньшего. Считается одним из лучших представителей русской церковной архитектуры в США. Прототипом послужил Храм Христа Спасителя в Москве, фотографии которого были переданы архитектору настоятелем прихода.
Иконы для собора были привезены из России.
В иконостасе помещены следующие образы: Нижний ряд (слева направо) — святителя Николая Чудотворца, Архангела Михаила, Пресвятой Богородицы, Спасителя, Архангела Гавриила, святителя Феодосия Черниговского; средний ряд — Тайная вечеря, по сторонам — различные святые; верхний ряд — Пресвятой Троицы, по сторонам — 12 апостолов. Вверху — Распятие с предстоящими Пресвятой Богородицей и Иоанном Предтечей.
Роспись храма в 1950—1954 годах осуществил художник Андрей Биценко.

## Духовенство храма
| Известные представители духовенства собора | Известные представители духовенства собора           |
| Даты                                       | Священник                                            |
| ------------------------------------------ | ---------------------------------------------------- |
| 1896                                       | священник Иоанн Недзельницкий (1866—1946)            |
| 1897—1902                                  | священник Виктор Степанов (…—1920)                   |
| 1902—1908                                  | священник Иасон Капанадзе (1874—1962)                |
| 1908                                       | священник Василий Васильев (…—1956)                  |
| 1909                                       | священник Иоанн Чепелев (…—1967)                     |
| 1910—1921                                  | потоиерей Василий Лисенковский (…—1968)              |
| 1915                                       | священник К. Карпенко                                |
| 1915                                       | священник Аркадий Петровский                         |
| 1915                                       | священник Василий Рубинский                          |
| 1921                                       | протоиерей Александр Юрьевич Кукулевский (1873—1963) |
| 1922—1957                                  | священник Иасон Капанадзе (1874—1962)                |
| 1958                                       | протоиерей Пётр Богуш (…—1959)                       |
| 1959—1963                                  | протоиерей Игорь Ткачук (1918—1995)                  |
| 1964—1976                                  | священник Сергий Кухарский                           |
| 1976—1987                                  | священник Стефан Степанович Копестонский             |
| 1988                                       | священник Иасон Капп                                 |
| 1988—1999                                  | священник Иасон Каппанадзе                           |
| 1999—2020                                  | протоиерей Иоанн Здиняк                              |
| 2021 — настоящее время                     | священник Ян Чижмар                                  |

## Интересные факты
Мировая известность пришла к собору после выхода на экраны кинофильма «Охотник на оленей» в 1978 году. Ряд сцен фильма с участием Роберта Де Ниро, Мерил Стрип и Кристофера Уокена снималось в соборе. Кроме того, собор неоднократно фигурировал в кадре в качестве одного из своеобразных символов городка.